# Борджигін
Борджигін («Синьоокий»; за іншою версією — від слів «Вовк», «Сірий Вовк» і тегін «принц» чи точніше «племінник», «нащадок», «спадкоємець»; монг. Боржигін) — давній монгольський (степовий) рід (обок), поширений на сході Великого Степу, теренах історичної Великої Монголії (нині у складі Китаю, Росії і Казахстану), засновником якого джерела називають степового богатиря Бодончара, молодшого сина Алан-Гоа, легендарної праматері монголів-нірун, яких деякі дослідники Степової імперії вважають переселенцями з передгір'я Алтаю (Алтайський край РФ або Казахстан). 
Покровителем даного роду (спільноти споріднених родів) за деякими даними був Сірий Вовк (Борджигіни як нащадки і спадкоємці Сірого Вовка), образ відомий ще у легендах і образотворчому мистецтві степовиків Великої Скіфії (так само як і інших культурах Євразії). Також відомо, що роди, які пов'язували себе з Сірим Вовком у часи Русі, Великого Князівства Руського зі столицею в Києві були присутні на Подніпров'ї в середовищі пов'язаних з ним степових родів (половці, торки, чорні клобуки), це дає підстави вважати, що подальші дослідження у цьому напрямі дозволять розкрити чимало питань, пов'язаних з історією ординської навали на Русь, зокрема участь степовиків Подніпров'я у цих процесах. Примітним також зафіксований у письмових джерелах зв'язок Сірого Вовка з українськими козаками (козаки-характерники, які вміли перекидатись на сірого вовка), українських і загальноруських казках і билинах тощо.
З роду Борджигін пізніше виділились інші відомі роди Великого Степу і Великої Монголії у його складі, такі як Дуглат, Барулас, Урут, Мангут, Тайджиут, Чонос, Кият і інші. Засновником роду Кият був Хабул, перший монгольський хан, прадід (еленчег) Чингісхана. Онук Хабул-хана, отже батько Чингізхана— богатир Єсугей (Єсугей-Баатур) заснував одну з гілок роду Борджигінів, рід Киятів (Кият-Борджигін). Найменування роду, напевно, пояснюється тим, що в богатиря Єсугея та його потомків проявилась характерна зовнішність Борджигінів. Всі потомки степовика Єсугея в тому числі і його син Чингісхан відносяться до Кият-Борджигінів.